# Spółgłoska szczelinowa miękkopodniebienna bezdźwięczna
Spółgłoska szczelinowa miękkopodniebienna bezdźwięczna – rodzaj dźwięku spółgłoskowego występujący w językach naturalnych, oznaczany w międzynarodowej transkrypcji fonetycznej IPA symbolem [x]. Dźwięcznym odpowiednikiem jest spółgłoska szczelinowa miękkopodniebienna dźwięczna [ɣ].

## Artykulacja

### Opis
W czasie artykulacji tej spółgłoski:
- modulowany jest strumień powietrza wydychany z płuc, czyli jest to spółgłoska płucna egresywna
- tylna część podniebienia miękkiego zamyka dostęp do jamy nosowej, jest to spółgłoska ustna
- prąd powietrza w jamie ustnej uchodzi wzdłuż środkowej linii języka - spółgłoska środkowa
- tylna część języka zbliża się do podniebienia miękkiego na odległość szczeliny - jest to spółgłoska szczelinowa miękkopodniebienna
- wiązadła głosowe nie drgają, spółgłoska ta jest bezdźwięczna

### Warianty
Opisanej powyżej artykulacji może towarzyszyć dodatkowo:
- wzniesienie środkowej części grzbietu języka w stronę podniebienia twardego, mówimy wtedy o spółgłosce zmiękczonej (spalatalizowanej): [xʲ]
- przewężenie w gardle, mówimy  spółgłosce faryngalizowanej spółgłosce: [xˤ]
- zaokrąglenie warg, mówimy wtedy o labializowanej spółgłosce [xʷ]

## Przykłady
- w języku afrikaans: goed [xut]
- w esperanto: monaĥo [mon'axo]:
- w języku hiszpańskim: ojo [oxo]
- w języku mandaryńskim: 河/hé [xɤ]
- w języku niemieckim: Nacht [naxt]
- w języku nowogreckim: χαρά [xa'ra]
- w języku polskim: chata ['xata]
- w języku serbskochorwackim: Hrvatska [xr'ʋat•ska]
- w języku gaelickim szkockim: Loch [l̪ˠɔx]
- w języku angielskim: Loch [lɒx]

## Pisownia
- w większości języków słowiańskich i w niemieckim głoskę tę zapisuje się dwuznakiem ch.
- w języku rumuńskim i serbochorwackim głoska ta jest zapisywana przez h
- w angielskiej transkrypcji wyrazów obcych głoska ta jest oddawana jako kh (choć Anglicy wymawiają to jako /k/)
- w niedawno utworzonych pisowniach łacińskich dla języków afrykańskich czy indiańskich, jak również języka czeczeńskiego czy tatarskiego stosuje się symbol fonetyczny x.
- w alfabecie greckim istnieje specjalna litera chi (χ)